# Torpoint

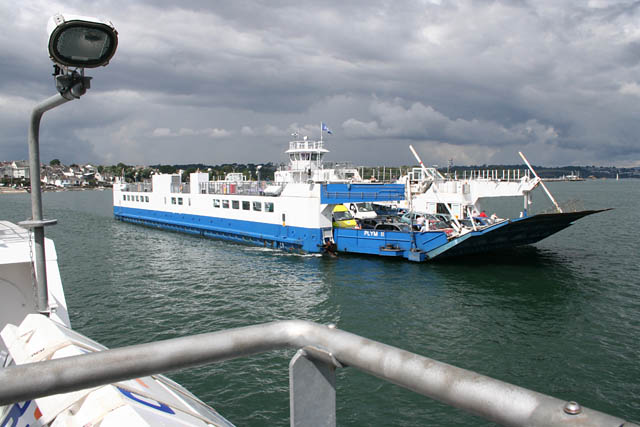
Il traghetto di Torpoint

Torpoint (in lingua cornica: Penntorr; 8.500 ab. ca.) è una cittadina con status di parrocchia civile della costa sud-orientale della Cornovaglia (Inghilterra sud-occidentale), facente parte del distretto di Caradon e situata lungo l'ampio estuario sulla Manica del fiume Tamar, al confine con la contea del Devon.
Considerata la "porta d'accesso" alla Cornovaglia, era una base navale nel corso del XVIII secolo ed è tuttora un punto di collegamento via traghetto con il Devon.

## Geografia fisica

### Collocazione
Torpoint si trova di fronte a Plymouth (Devon), a circa 28 km a sud di Saltash e a circa 25 km  ad est di Looe.

## Società

### Evoluzione demografica
Al censimento del 2001, Torpoint contava una popolazione di 8.457 abitanti.

## Storia
La zona su cui sorge Torpoint è menzionata già nel Domesday Book.
Nel 1791 fu creato un servizio di traghetto per facilitare i collegamenti tra la Cornovaglia e Plymouth.

In seguito, nel 1831, fu introdotto il servizio tuttora in funzione di traghetto a fune, ideato dall'ingegnere James Meadows Rendel.
Sempre nel corso del XIX secolo, la località divenne anche città a tutti gli effetti: la nuova città fu ricavata da una porzione della parrocchia civile di Antony, fino ad allora il principale villaggio della zona.

## Luoghi d'interesse[2]
- St John's Lake
- Ballast Pound, l'antica darsena

## Infrastrutture e trasporti
Il servizio di traghetti, che collegano la città a Plymouth e Devonport, è in funzione per tre volte al giorno.

## Sport
La squadra di calcio locale è il Torpoint Athletic F.C.

## Torpoint nel cinema e nelle fiction
- Torpoint è stata una delle location del film del 2010 Alice in Wonderland[9]

## Amministrazione

### Gemellaggi
- Bénodet[10]